# همایون شمس خان
همایون شمس خان (زاده ۳ اسفند-حوت ۱۳۶۹) بازیگر و کارگردان اهل افغانستان است.
نقش‌آفرینی وی در فیلم نقاب پوش (2016 Faceless) موجب تحسین بسیاری از منتقدین گردید،

## زندگی‌نامه
همایون شمس خان در ۳ اسفند - حوت ۱۳۶۹ در کابل - افغانستان متولد شد. هنگامی که او دو ساله بود خانواده اش به دلیل جنگ داخلی مجبور به ترک کشور از افغانستان شدند. در سال ۱۳۷۹ همایون شمس خان و خانواده اش به افغانستان بازگشتند اما اقدامات امنیتی در افغانستان خوب نبود بنابراین آنها دوباره در جستجوی زندگی بهتر به کانادا مهاجرت کردند. او دبیرستان را در کانادا به پایان رساند و از دبیرستان وودروفای اتاوا فارغ‌التحصیل شد. وی سپس تصمیم گرفت برای شروع کار بازیگری خود به تورنتو برود. خان لیسانس خود را در رشته‌های بازیگری، تئاتر، فیلم، تلویزیون و رسانه از آکادمی فیلم تورنتو کانادا دریافت کرد.

#### اجراها
خان در سال ۱۳۹۴ پس از یک فیلم فوق‌العاده موفق «نقاب پوش» که اولین فیلم ابرقهرمانی افغان بود در بالیوود راه خود را باز کرد. او حضور اولین کار خودش را در فیلم بالیوود کنار سانجی دات در نقش یک سرباز ارتش افغان در فلم "Torbaaz" بازی کرد. همایون شمس خان به زبان‌های زبان پشتو، دری، هندی و انگلیسی تسلط کامل دارد. شمس خان اکنون در بمبئی است و به سختی روی پروژه‌های آینده بالیوود کار می‌کند.